# Гораціо Вокер
Гораціо Вокер RI RCA LL. D. (12 травня 1858 — 27 вересня 1938) — канадський митець. Він працював у техніках олії та акварелі, часто зображуючи сцени сільського життя в Канаді. Зазнав впливу барбізонської школи.

## Життя і творчість

### Ранні роки
Вокер народився в 1858 році в сім'ї Томаса і Жанни Моріс Вокер. Томас Вокер емігрував у 1856 році з Йоркшира, Англія, до Лістовела, Західна Канада, разом зі своєю дружиною франко-англійського походження. Томас став власником ділянки землі для лісозаготівлі в західній частині Об’єднаної провінції Канади, і Гораціо виріс у відносному комфорті. Його інтерес до мистецтва, можливо, походить від його батька, який виготовляв маленькі фігурки як хобі. І батьки, і вчитель місцевої школи заохочували малювання як розвагу.
У 1870 році, на 12-й день народження Вокера, його батько вперше привіз його до міста Квебека. Його батько час від часу їздив у відрядження до міста, провадячи свій лісовий бізнес. Під час цієї подорожі вони відвідали Île d'Orléans у пошуках соснового лісу. Протягом наступних років Вокер відвідував місто Квебек. Його формальне навчання закінчилося в державній школі Листовела в 1872 році; він ніколи не здобував формальної академічної освіти з мистецтва. У віці 15 років Вокер переїхав до Торонто, Онтаріо, щоб стати учнем у фотографічній фірмі Notman and Fraser. Це була щаслива можливість, оскільки кілька успішних художників також працювали там; Вокер навчився акварелі у Роберта Форда Ґаґена, мініатюрного портретного живопису у Джона Артура Фрезера, а живопису у Луціуса Річарда О'Браєна та Анрі Перре.

### Зріле життя і кар'єра

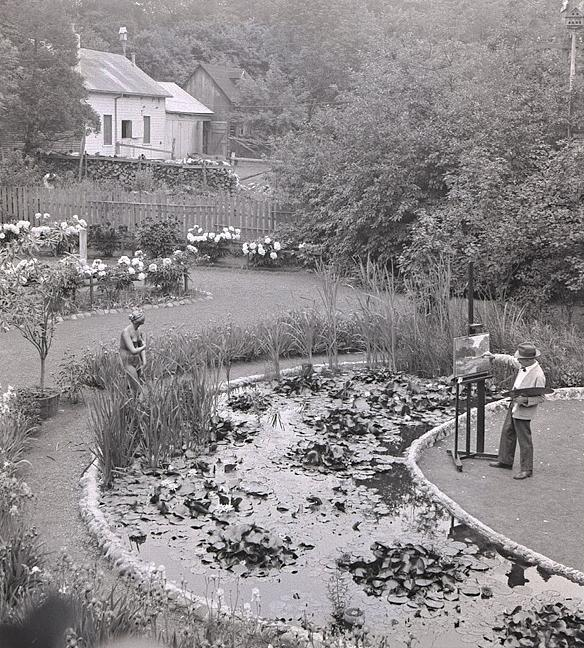
Вокер малює у своєму саду Сен-Петроніль, 1933 рік

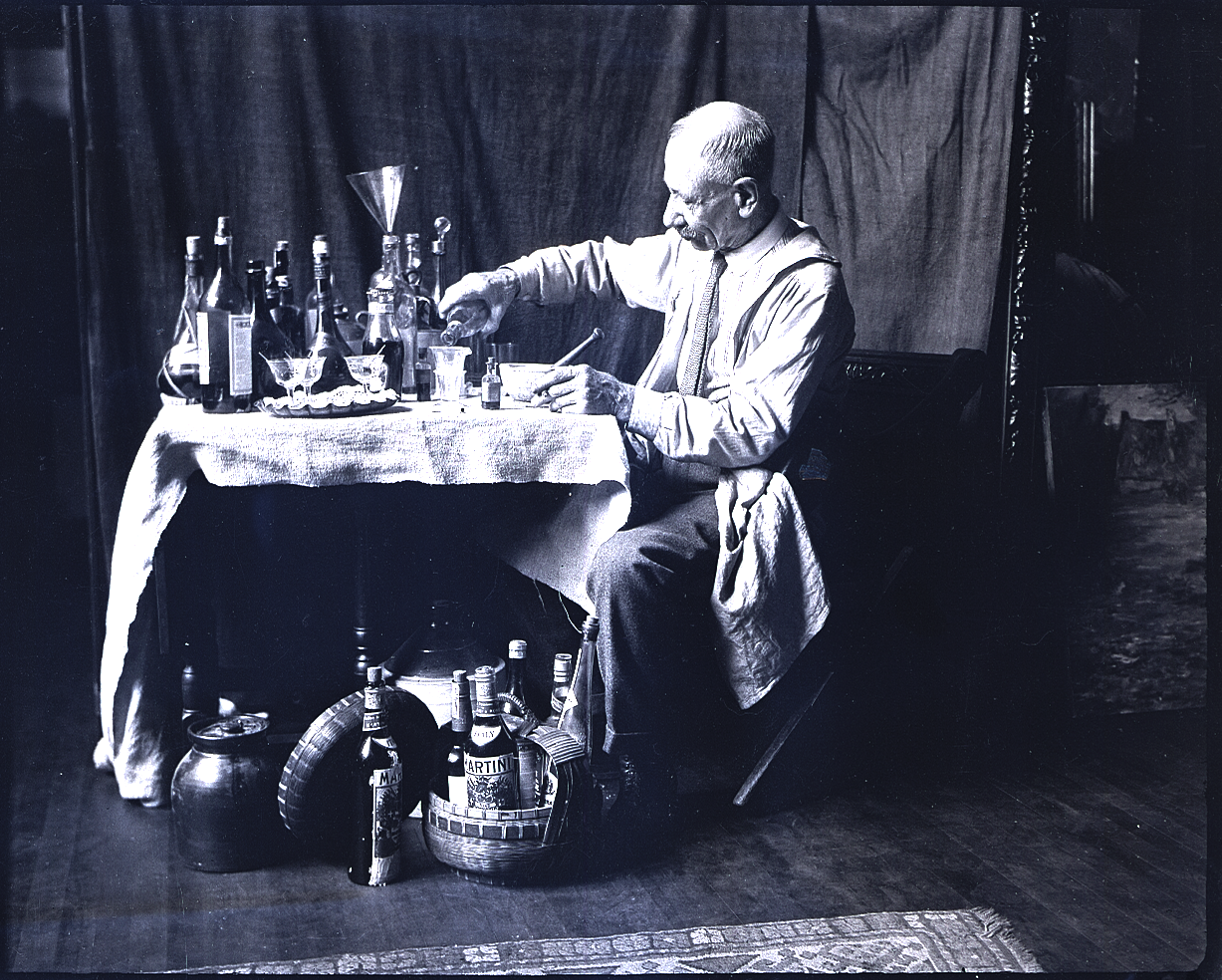
Гораціо Вокер у своїй майстерні, Іль-Орлеанс, 1926 рік

Вокер пропрацював у фірмі лише три роки, поки не переїхав до Сполучених Штатів Америки з незрозумілих причин. У 1928 році Гектор Чарльзворт писав, що Вокера «спустили зі сходів» і звільнили за сварку з родичем сім’ї. Однак більш імовірно, що Вокер їздив до Філадельфії на американське сторіччя в 1876 році, на виставку, де Нотман і Фрезер отримали міжнародну нагороду, яка дала фірмі привілей ексклюзивних прав на фотозйомку для святкувань. Зрештою, можливо, Вокер вирішив залишитися і продовжити практикувати живопис.
У період життя Вокера приблизно в 1878 році він познайомився з художниками барбізонської школи, які на той час виставлялися в американських музеях і галереях. У 1880 році Вокер здійснив тривалу подорож до Європи, щоб дізнатися більше про барбізонські методи та вдосконалити свою аграрну тематику, яка стала визначальною в його живопису на все життя.
Що сталося з Вокером протягом наступних двох років, залишається незрозумілим, але в 1878 році він відкрив студію в Нью-Йорку. У 1880-х роках батьки Вокера переїхали до Рочестера, штат Нью-Йорк, і Вокер брав участь у заснуванні Рочестерського художнього клубу. Ще однією ознакою зростаючого успіху Вокера було запрошення приєднатися до членства в American Watercolor у 1882 році. У 1883 році він одружився з Жанетт Прітті (померла в 1938 році) з Торонто. У них було двоє дітей, Еліс (1884–1891) і Гораціо-молодший (1886–1910). Десь у цей період Вокер придбав резиденцію на острові Орлеан у селі Сент-Петроніль. Відтепер і до виходу на пенсію Вокер проводив літо в Квебеку, а зиму — у своїй студії в Нью-Йорку.
Особисте життя Вокера було катастрофічним: його дочка померла від дифтерії, син від туберкульозу, а його дружина Жанетт була госпіталізована назавжди в 1914 році через параною. Ці трагедії, здається, не вплинули на його живопис; тематика і стиль Вокера залишалися незмінними протягом усієї його кар'єри

## Членство та організації
Вокер був членом кількох мистецьких організацій, у тому числі Американського товариства акварелі (1882), Королівської канадської академії мистецтв (асоційований член у 1883, дійсний член у 1913), Товариства американських митців (1887), Національної академії дизайну (асоційований член у 1890 р., дійсний член у 1891 р.) і Британського інституту акварелі (1901 р.). Він був одним із засновників Канадського мистецького клубу, який обрав його своїм президентом у 1915 році./ У 1928 році він офіційно вийшов на пенсію та переїхав до Сент-Петроніля, Квебек. Там він помер 27 вересня 1938 року.

## Нагороди та призи

Пам'ятник Гораціо Вокеру на площі Святого Роха

- Золоті медалі, Американська художня галерея, Нью-Йорк (1887, 1889)
- Премія Еванса, Американське товариство акварелі (1888)
- Бронзова медаль, Всесвітня виставка, Париж, Франція (1889)
- Золота медаль, Всесвітня Колумбійська виставка, Чикаго, Іллінойс (1893)
- Золота медаль, Панамериканська виставка, Буффало, Нью-Йорк (1901)
- Золота медаль, Чарльстонська виставка, Чарлстон, Південна Кароліна (1902)
- Дві золоті медалі (за олію та акварель), виставка Луїзіани, Сент-Луїс, Міссурі (1904)
- Почесна медаль Пенсільванської академії образотворчого мистецтва, Філадельфія, Пенсільванія (1906)
- Перша премія, Вустерський художній музей, Вустер, Массачусетс (1907)
- Золота медаль, Пан-Тихоокеанська міжнародна виставка, Сан-Франциско, Каліфорнія (1915)

Він був удостоєний почесних докторських ступенів Університету Торонто (1916) та Університету Лаваля, Квебек (1938).
Вокер був визнаний національною історичною особою в Довіднику федеральної спадщини.

## Вибрані твори
| - A Canadian Pastoral - After the Wedding - An Old Islander - At Low Tide - Ave Maria - Boeuf à l'abreuvoir - By the Fireside - Canoe Cove - Célestin - Corner of Pig Lane in Québec - Corner of Sainte-Pétronille - Corner of the Stable - De Profundis - Deo Gratias - Église de l'Île-aux-Grues - Fagot Gatherers - Farmhouse Interior - First Snow - Fishing Nets - Girl with Turkeys - Golden Dew - Hauling the Log - Hauling Wood - Hay Making | - Horses at Trough - Ice Cutters - Interior of a House - Killing Pigs - La Rencontre - La soue à cochons - La tonte du mouton - Le vieux four - Little White Pigs and their Mother - Man Sawing Wood - Maple Sugar Harvest - Mare and Foal - Milk Maid Île d'Orléans - Milking Early Morn - Milking on the Batture - Morning Île d'Orléans - Morning Sainte-Pétronille - Old House at Sainte-Famille - Oxen drinking - Oxen Ploughing - Peasant Scraping Pig - Pétronille de Saint-François - Potato Gatherers - Preparing the Feed | - Sheep Shearers - Spring Forage - The Bake Oven - The Farmer's Wife - The Gardener - The Harrow - The Rainbow - The Return - The Royal Mail - The Sheep Fold - The Shepherdess - The Smugglers - The Sorcerers - The Thresher - The Turkey Girl - Tournant la herse - Tree Fellers - Turkeys - Turning the Harrow - Unloading Hay Boat - Vieille Maison à Ste-Famille - Way-Side Shrine at Saint-Laurent - Winter - Wood-Cutters |

## Зовнішні посилання
- Десятки творів Гораціо Вокера відтворені на сайті Квебекської історії Маріанопольського коледжу
- Біографія Гораціо Вокера з Лондонського музею
- Галерея художника: Картини та малюнки з Національної галереї Канади
- Виставка «Горизонти Канади» віртуальних музеїв : (1860–1940).